# CROEM
El Centro Residencial de Oportunidades Educativas de Mayagüez ("C.R.O.E.M.")  es una escuela pública secundaria en la ciudad costera de Mayagüez, Puerto Rico.  Es una escuela especializada en ciencias, matemáticas y tecnología donde los estudiantes talentosos son seleccionados de todo Puerto Rico.  La modalidad de la escuela es residencial, en la misma los estudiantes se pueden hospedar en las facilidades escolares, aunque también existe la opción de ser estudiante no residente.  Allí comparten sus experiencias, sus clases y sus ideas con otros estudiantes que provienen de escuelas públicas y privadas.

## Misión
El compromiso de desarrollar en los estudiantes los valores, conocimientos, las destrezas básicas, hábitos y actitudes que le permiten su pleno desarrollo.

## Escuela y Comunidad
Conforme con la Ley 68, Ley Orgánica del Departamento de Educación del Estado Libre Asociado de Puerto Rico proclamamos nuestro compromiso de brindar igualdad de oportunidades educativas de la más alta calidad a todos los estudiantes. 
Se estimula la mayor participación de todos los integrantes del proceso educativo en las decisiones de la escuela. Se fortalece la autonomía del núcleo escolar y se amplía hasta donde los recursos del Estado lo permitan la oferta educativa pública. En CROEM se cree en el principio de excelencia y buscamos nuevas alternativas en el proceso de enseñanza - aprendizaje. Se expresa textualmente que : la excelencia como aspiración fundamental del Sistema Educativo y es el estudiante, centro del sistema educativo. Los estudiantes reciben una educación, que junto a la atención de otras instituciones sociales, contribuye a formar un ser humano educado, capaz de entender la sociedad en que vive, de incorporarse al proceso de cambio social y que reconozca los valores positivos que nos distinguen como pueblo. Para lograr estos propósitos, C.R.O.E.M. ofrece un currículo diferenciado y amplio con énfasis en la individualización de la enseñanza, el estudio independiente, la tutoría, la investigación, las actividades co-curriculares, el asesoramiento por profesores universitarios, los hábitos deseables de estudio y la sana convivencia social, esta última a través de la vida residencial.

## Acreditación
CROEM fue Fundado en el Año Escolar 1967-1968. En el Año Escolar 1990 -1991 fue adoptado académicamente por el Recinto Universitario de Mayagüez. En el Año Escolar 1992 - 1993 quedó adscrita a la Unidad de Escuelas Especializadas. Ese mismo año, en su Aniversario de Plata también obtiene el Premio "Blue Ribbons", premio de excelencia por el Departamento de Educación Federal. 

## Admisiones
Debido a la ardua naturaleza académica del Centro, los estudiantes deben solicitar admisión, y pasar un riguroso proceso de selección, para ser considerados como miembros de la escuela.  El proceso de admisión está abierto a todos los estudiantes residentes en el Estado Libre Asociado de Puerto Rico que cursen: noveno, décimo, undécimo y duodécimo grado. Como parte del Departamento de Educación de Puerto Rico, y concorde a sus políticas, la matrícula de este centro es gratuita. Además de la admisión inicial los estudiantes para pasar al siguiente grado deberán pasar por el proceso de re-admisión, llenando la solicitud por una segunda vez, en este caso la solicitud de readmisión.

## Localización

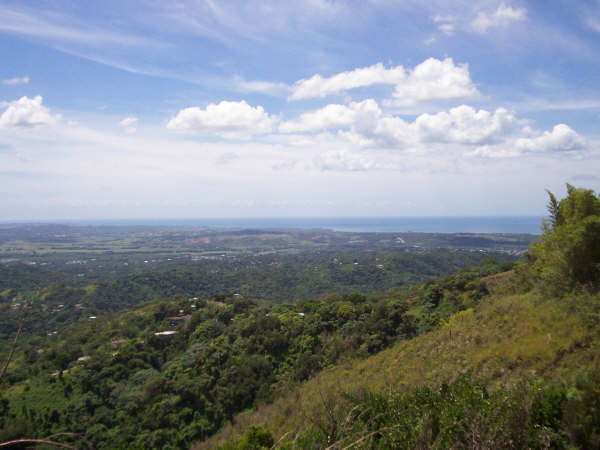
Vista desde CROEM al Mar Caribe

El Centro Residencial de Oportunidades Educativas de Mayagüez está ubicado en la carretera 349 km 6.6 del Cerro Las Mesas. Tiene una vista panorámica de 360 grados donde se pueden apreciar los Municipios de Cabo Rojo, Hormigueros, San Germán y Lajas así como el Mar Caribe. 
Debido a la distancia del Centro de otros centros urbanos, los estudiantes deben permanecer en el centro.
The Globe Program.  Además, existe la posibilidad de que la próxima SuperCam de Noticentro 4, uno de los noticieros de la isla, sea instalada en el Centro.

## Realidad
CROEM es una escuela especializada en Ciencias y Matemáticas que agrupa estudiantes talentosos de todo Puerto Rico.  Sus maestros participan activamente en capacitaciones profesionales dentro y fuera de Puerto Rico.  La escuela cuenta con el proyecto TEEE.  Este proyecto permite el uso de equipos tecnológicos de televisión e integra recursos audiovisuales en todos los cursos académicos. CROEM cuenta con un personal especializado que proveen las estrategias para cumplir con un currículo diferenciado, actualizado y atemperado a la realidad educativa del siglo 21.

## Organizaciones Estudiantiles
Parte del proceso educativo es la participación del estudiante para con la escuela, por lo que en CROEM hay múltiples organizaciones a escoger por ejemplo:
- Club de Matemáticas
- Consejo Escolar CROEM
- Asociación de Estudiantes GLOBE
- Asociación de Estudiantes Orientadores
- Future Medical Society
- National Honor Society Capítulo CROEM
- CROEM Solar Team 2007
- CROEM Solar Team 2006
- Consejo Estudiantil
- Society of Hispanic Professional Engineers, SHPE Jr. CROEM
- CROEM Chemistry Society
- Asociación de Literatura y Arte
- Organización Nacional FFA Asociación de Puerto Rico
- Círculo Interdenominacional de Oración
- Club de Pre-Veterinaria